# Maryland County
Maryland County ist eine Verwaltungsregion (County) in Liberia, sie hat eine Größe von 2 297 km² und besaß bei der letzten Volkszählung (2008) 135.938 Einwohner.
Die Verwaltungsregion untergliedert sich in sieben Distrikte. Die Hauptstadt ist Harper im gleichnamigen Distrikt.
| Distrikt       | Ew. (2008) männlich | Ew. (2008) weiblich | Ew. (2008) Gesamt |
| -------------- | ------------------- | ------------------- | ----------------- |
| Gwelekpoken    | 5.370               | 4.690               | 10.060            |
| Harper         | 19.591              | 18.433              | 38.024            |
| Karluway #1    | 4.501               | 3.993               | 8.494             |
| Karluway #2    | 9.429               | 7.730               | 17.159            |
| Nyorken        | 5.319               | 4.738               | 10.057            |
| Pleebo/Sodoken | 21.884              | 21.339              | 43.223            |
| Whojah         | 4.761               | 4.160               | 8.921             |
| Maryland       | 70.855              | 65.083              | 135.938           |

Maryland liegt im äußersten Südosten Liberias an der Atlantikküste und an der Grenze zur Republik Elfenbeinküste.

## Geschichte
Am 12. Februar 1834 wurde die Kolonie Maryland in Liberia an der westafrikanischen Küste gegründet. Die Kolonisten wählten den am Cape Palmas gelegenen Naturhafen als Siedlungsplatz und Handelsposten, daraus entwickelte sich die Stadt Harper zum Hauptort der Kolonie. Maryland war dank des Hafens eine wirtschaftlich erfolgreiche Kolonie und erlangte am 29. Mai 1854 die staatliche Unabhängigkeit. Bereits am 18. März 1857 wurde die Eigenständigkeit aufgegeben und der einzige Präsident dieser Republik – Boston Jenkins Drayton – unterzeichnete gemeinsam mit Joseph Jenkins Roberts den Beitrittsvertrag zum Staat Liberia. Diesem Zusammenschluss ging ein als Kru-War bezeichneter Bürgerkrieg voraus.
Während der Verhandlungen beim Berliner Kongress von 1885 wurde der bisher unbestimmte Verlauf der Grenzen zwischen der Republik Liberia und den französischen und britischen Kolonialgebieten in Westafrika staatsrechtlich fixiert. Hierbei wurde von Frankreich der östlich von Cape Palmas gelegene Küstenstreifen, ein wesentlicher Bestandteil der ehemaligen Kolonie Maryland, beansprucht und der Kolonie Französisch-Westafrika hinzugefügt.
Heute sind etwa 80 Prozent der Bevölkerung in der Landwirtschaft tätig, Hauptanbauprodukte sind Reis und Maniok. Bedeutsam sind auch die Küstenfischerei und der Handel mit Tropenholz, Palmöl-Produkten und Kautschuk.

## Politik
Bei den 2005 durchgeführten ersten demokratischen Senatswahlen nach dem Bürgerkrieg wurde John Ballout und Gloria Maya Musu Scott, beides Kandidaten der UP, gewählt.

## Wirtschaft
Die landwirtschaftlich geprägte Region liefert neben Früchten und Kaffee vor allem Kautschuk und Palmölprodukte für den Export. Mit der Stadt Pleebo entsteht ein zweites Wirtschaftszentrum in der Region – Gesundheitszentrum, Polizeistation, Zollstation und Verwaltung wurden neu errichtet, im Ort gibt es ein Kleinkraftwerk und einen Rundfunksender (Voice of Pleebo).